# Det kan hænde enhver
Det kan hænde enhver er en dansk dokumentarfilm fra 1948, der er instrueret af Jens Henriksen efter manuskript af Mogens Ellermann.

## Handling
En saglig redegørelse for behandlingen af syge på Sct. Hans Hospital, givet i form af en historie, hvor en mor må revidere sit syn på 'sindssygehospitaler', da datteren, indlagt på grund af en depression, bliver glad.